# Zenonas Gerulaitis
Zenonas Gerulaitis, litovski general, * 22. december 1894, † 22. april 1945.